# دومينيكو رو
دومينيكو رو (بالفرنسية: Dominique Roux )‏ (و. 1943 – م) هو عالم اقتصاد، من فرنسا، ولد في غب بروانس آلب كوت دازور.

## التعليم
تعلم في المدرسة العليا للتجارة.

## جوائز
حصل على جوائز منها:
- نيشان الاستحقاق الوطني من رتبة ضابط
- وسام السعفات الأكاديمية من رتبة فارس
- نيشان جوقة الشرف من رتبة ضابط.